# Francesco Forgione
Francesco Forgione (Catanzaro, 15 agosto 1960) è un politico italiano, presidente della Commissione parlamentare Antimafia dal 2006 al 2008. Dal 6 ottobre 2020 al 14 febbraio 2025 è stato sindaco del comune di Favignana.

## Biografia
Studia sociologia all'Università degli Studi di Salerno, interrompendo gli studi prima di conseguire la laurea.
Nel 1982 viene eletto consigliere comunale di Tiriolo, in provincia di Catanzaro, tra le liste del Partito di Unità Proletaria per il comunismo.
Dal 1984 esso confluisce nel PCI e Forgione ne è dirigente regionale, impegnato in particolare a denunciare la presenza di imprese legate alla mafia crotonese nella costruzione della base militare statunitense dei cacciabombardieri F16 a Isola Capo Rizzuto. Successivamente, componente della segreteria regionale comunista, si impegna contro la costruzione della centrale a carbone di Gioia Tauro e gli interessi mafiosi a essa collegati nella Piana di Gioia Tauro.
Aderisce a Rifondazione Comunista e con la nascita del quotidiano Liberazione ne viene chiamato in redazione e diviene per un periodo direttore responsabile. Nel 1997 diviene giornalista professionista.
Nel 1994 diventa componente della Direzione nazionale di Rifondazione Comunista, e segretario regionale del partito in Sicilia (1994 - 2001).

### Deputato all'Assemblea Regionale Sicliana
Nel 1996 viene eletto deputato all'Assemblea Regionale Siciliana nel collegio provinciale di Palermo ed è capogruppo del PRC all'ARS e vicepresidente della Commissione regionale Antimafia. Viene rieletto nel 2001 e resta all'ARS fino al 2006 .
Dal 2004 al 2006 ha collaborato con Telejato, rete televisiva di Partinico.

### Deputato nazionale e Presidente dell'Antimafia
Alle elezioni politiche del 2006 viene candidato alla Camera dei deputati, sempre tra le file di Rifondazione Comunista, risultando eletto nella circoscrizione Sicilia 2. Poco dopo viene eletto presidente della Commissione parlamentare Antimafia. Durante la sua presidenza la commissione ha redatto per la prima volta una relazione annuale sulla 'Ndrangheta.

### Adesione a SEL
Poiché la lista La Sinistra l'Arcobaleno, di cui il PRC faceva parte, non supera il quorum, alle elezioni politiche del 2008 Forgione non è stato rieletto.
Nell'anno accademico 2008-2009 è stato docente a contratto per titoli, di storia e sociologia delle organizzazioni criminali all'Università dell'Aquila.
Successivamente ha aderito a Sinistra Ecologia Libertà ed entra a far parte dell'Assemblea nazionale del partito.
Nel 2012 pubblica il libro Porto franco. Politici, manager e spioni nella repubblica della 'ndrangheta, che parla di collusioni tra politica, magistratura e 'ndrangheta citando fatti circostanziati e nomi e cognomi.
Alle elezioni politiche del 2013 è candidato al Senato della Repubblica nelle Regioni Sicilia e Liguria come capolista di Sinistra Ecologia Libertà. La sua candidatura è stata inclusa tra le 23 persone scelte dall'assemblea nazionale del partito senza passare dalle primarie. Non viene però eletto, in quanto non scatta il quorum.

### Sviluppi successivi e sindaco di Favignana
Nel giugno 2013 il presidente dell'Assemblea regionale siciliana, Giovanni Ardizzone, lo nomina direttore della Fondazione Federico II, dove resta fino al dicembre 2017.
Nel 2016 pubblica I tragediatori, in cui indaga sul mondo dell'antimafia, raccontando di "associazioni vere e sigle inventate, fondazioni finanziate solo per la forza evocativa del nome cui sono intitolate, movimenti che per motivare soldi pubblici ricevuti e legittimare la propria esistenza, organizzano ogni anno un convegno più o meno pretestuoso, familiari di vittime di mafia diventati parlamentari senza alcuna ragione politica o di impegno sociale, grazie solo al loro nome".
Nell'ottobre 2020 è eletto sindaco di Favignana con una lista civica.
Il 14 febbraio 2025  è stato sfiduciato dal Consiglio Comunale

## Pubblicazioni
- Oltre la cupola, massoneria, mafia e politica (con Paolo Mondani), 1994, Rizzoli editore (prefazione di Stefano Rodotà, postfazione di Agostino Cordova).
- Amici come prima, storie di mafia e politica nella seconda repubblica, 2003, Editori Riuniti
- 'Ndrangheta. Boss luoghi e affari della mafia più potente al mondo, 2008, Baldini Castoldi Dalai.
- Mafia export. Come 'ndrangheta, cosa nostra e camorra hanno colonizzato il mondo, 2009, Baldini Castoldi Dalai, 88-6073-611-0.
- Porto franco. Politici, manager, spioni nella repubblica della 'ndrangheta, 2012, Dalai editore.
- La 'ndrangheta spiegata ai turisti, 2015, Di Girolamo editore.
- I tragediatori, la fine dell'antimafia e il crollo dei suoi miti, 2016, Rubbettino editore.